# Shock Treatment
 (octobre 2021).
Si vous disposez d'ouvrages ou d'articles de référence ou si vous connaissez des sites web de qualité traitant du thème abordé ici, merci de compléter l'article en donnant les références utiles à sa vérifiabilité et en les liant à la section « Notes et références ».
Série
The Rocky Horror Picture Show
(1975)
Pour plus de détails, voir Fiche technique et Distribution.
Shock Treatment est un film musical d'humour noir américain, réalisé par Jim Sharman et sorti en 1981. Ce film constitue une suite du film culte de 1975, The Rocky Horror Picture Show.

## Synopsis
Depuis les événements du Rocky Horror Picture Show, Brad et Janet se sont mariés et sont retournés vivre dans leur paisible ville de Denton. Or, celle-ci est devenue une gigantesque émission de télé-réalité, gérée par la Denton TV et son sponsor principal, l'homme d'affaires Farley Flavors. Celui-ci n'est en fait rien d'autre que le frère jumeau de Brad, séparés à la naissance, et qui nourrit une immense jalousie à l'encontre de son frère. Il s'arrange pour faire interner Brad dans un hôpital psychiatrique et pour faire de Janet une star de la télévision.

## Fiche technique
- Titre : Shock Treatment
- Titre original : Shock Treatment
- Réalisation : Jim Sharman
- Scénario : Jim Sharman, Richard O'Brien
- Musique : Richard Hartley, Richard O'Brien
- Directeur de la photographie : Mike Molloy
- Montage : Richard Bedford
- Direction artistique : Brian Thomson (en), Andrew Sanders
- Décors : Ken Wheatley
- Costumes : Sue Blane (en)
- Production : Lou Adler, Michael White (en), John Goldstone, 20th Century Fox
- Pays d'origine :  États-Unis
- Genre : Film musical, Comédie noire
- Durée : 94 minutes
- Date de sortie :
  -  : 30 octobre 1981
  -  : 31 octobre 1981
  -  : 24 décembre 1981

## Distribution
- Jessica Harper : Janet Majors
- Cliff De Young : Brad Majors / Farley Flavors
- Richard O'Brien : Dr Cosmo McKinley
- Patricia Quinn : Dr Nation McKinley
- Nell Campbell : infirmière Ansalong (créditée en tant que Little Nell)
- Charles Gray : juge Oliver Wright
- Barry Humphries : Bert Schnick
- Ruby Wax : Betty Hapschatt
- Jeremy Newson : Ralph Hapschatt
- Wendy Raebeck : Macy Struthers
- Rik Mayall : Ricky
- Darlene Johnson : Emily Weiss
- Manning Redwood : Harry Weiss
- Barry Dennen : Irwin Lapsey
- Betsy Brantley : Neely Pritt
- Christopher Malcolm : officier Vance Parker (créditée en tant que Chris Malcolm)
- Eugene Lipinski : Kirk
- Gary Shail (en) : Oscar Drill
- Claire Toeman : Brenda Drill
- Donald Waugh : Glish Davidson
- David John : le batteur des Bits
- Gary Martin (en) : le guitariste des Bits
- Sinitta : Frankie (créditée en tant que Sinitta Renet)
- Sal Piro (en) : apparition (non crédité)

Du casting du Rocky Horror Picture Show, on retrouve Richard O'Brien, Patricia Quinn, Nell Campbell, Charles Gray et Jeremy Newson.
Tim Curry a décliné l'offre pour les rôles de Brad et Farley, rôles revenant à Cliff De Young, qui était le premier choix de Jim Sharman pour interpréter le rôle de Brad dans The Rocky Horror Picture Show ; Barry Bostwick n'était pas libre au moment du tournage et Susan Sarandon demandait un cachet trop élevé pour le budget du film. Sal Piro (en) le président du fan club de The Rocky Horror Picture Show fait une apparition non créditée dans le film.

## Chants
| Chanson                  | Interprétée par                                             | Accompagné par                   |
| ------------------------ | ----------------------------------------------------------- | -------------------------------- |
| Overture                 | NC (Instrumental)                                           | NC                               |
| Denton U.S.A.            | Neely, Harry, Emily, Vance, Brenda and Frankie, Ralph, Macy | Public                           |
| Bitchin' in the Kitchen  | Brad, Janet                                                 | NC                               |
| In My Own Way            | Janet                                                       | NC                               |
| Thank God I'm a Man      | Harry                                                       | Public                           |
| Farley's Song            | Farley                                                      | Cosmo, Nation, Ansalong, Ricky   |
| Lullaby                  | Nation, Cosmo, Janet, Ansalong, Ricky                       | NC                               |
| Little Black Dress       | Cosmo, Janet, Bert, Nation                                  | NC                               |
| Me of Me                 | Janet                                                       | Frankie et Brenda                |
| Shock Treatment          | Cosmo, Nation, Ansalong                                     | Janet, Ricky, Bert, Harry, Emily |
| Carte Blanche            | Janet                                                       | NC                               |
| Looking for Trade        | Janet                                                       | Brad                             |
| Look What I Did to My Id | Emily, Harry, Cosmo, Nation, Macy, Ralph, Ansalong, Ricky   | NC                               |
| Breaking Out             | Oscar Drill                                                 | The Bits                         |
| Duel Duet                | Farley, Brad                                                | NC                               |
| Anyhow, Anyhow           | Brad, Janet, Oliver, Betty                                  | Tous les personnages             |

## Analyse
Si le Rocky Horror Picture Show revendiquait une liberté sexuelle et d'autres thèmes en vogue issus principalement du courant ”hippie”, Shock Treatment, beaucoup plus sombre, est une véritable satire politique. En effet, il s'agit d'une critique acerbe et cynique du monde de la télévision, du commerce qu'elle génère au détriment de l'humain. Les thèmes de l'égocentrisme et du culte de la personnalité (provoqués par la télé) sont très présents. Le personnage de Janet Majors (Jessica Harper) en est le parfait exemple ; elle se laisse peu à peu manipuler par la télé et finit même par en devenir l'un de ses produits (en témoigne la musique ”Me of Me”). Le personnage de Farley Flavors (Cliff De Young) incarne l'aliénation capitaliste déshumanisante, l'élite manipulant le peuple depuis son bureau.

## Genèse du projet
À la suite du succès du Rocky Horror Picture Show, la Fox se tourne vers Richard O'Brien (acteur, compositeur et scénariste du film) pour commander la suite. Si O'Brien rencontrait quelques difficultés avec les dirigeants de la Fox lors de l'écriture du Rocky (en rapport avec la censure), la Major lui donne carte blanche pour cette suite ainsi qu'un budget plus important. Richard O'Brien voit là une occasion de rêve pour traiter d'un sujet plus profond, qui lui est plus chère ; la manipulation de la télévision sur le peuple.

## Accueil
Boudée par les fans du Rocky Horror Picture Show, cette fausse suite est un échec commercial, elle signe l'arrêt de la collaboration entre Richard O'Brien et la 20th Century Fox.
Les fans du Rocky, s'attendant à revoir (notamment) le mythique Dr.Frank-N-Further (interprété par Tim Curry), sont déçus en découvrant que Shock Treatment n'a rien à voir avec le premier film (hormis les acteurs récurrents cités en amont). Cette suite dresse le portrait alarmant d'une société en déclin, manipulée par les médias et les magnats de la télévision. Le film ne bénéficie pas d'une grande couverture médiatique et reste, en France notamment, bien méconnu du grand public.